# Ланге, Рудольф
Мартин Франц Эрвин Рудольф Ланге (нем. Martin Franz Erwin Rudolf Lange; 18 апреля 1910, Вайсвассер, Германская империя — 23 февраля 1945, Позен) — немецкий юрист, штандартенфюрер СС, командир айнзацкоманды 2, входившей в состав айнзацгруппы A, руководитель полиции безопасности и СД в Латвии, ответственный за истребление еврейского населения, участник Ванзейской конференции.

## Биография
Рудольф Ланге родился 18 апреля 1910 года в протестантской семье железнодорожного инспектора Августа Ланге. В 1928 году окончил школу в Штасфурте, после чего изучал право в университетах Йены, Мюнхена и Галле. Ланге проходил юридическую практику в суде Штасфурта и высшем земельном суде Наумбурга. В 1928 году во время летнего семестра Ланге стал членом студенческого сообщества «Германия». В 1932 году сдал первый государственный экзамен. В декабре 1933 года получил степень доктора права в Йенском университете, защитив диссертацию на тему «директивное право работодателя». Свою подготовительную практику закончил в 1933 году в отделении гестапо в Галле. 4 ноября 1933 года присоединился к Штурмовым отрядам (СА). Летом 1936 года сдал второй государственный экзамен. С 5 сентября 1936 года служил в отделении гестапо в Берлине, затем снова в Галле.
1 мая 1937 года вступил в НСДАП (билет № 4922869). 30 сентября 1937 года был зачислен в ряды СС (№ 290308). В том же году проходил срочную службу в 12-м полку вермахта в Ланквице. После аннексии Австрии в мае 1938 году был переведён в отделение гестапо в Вене. Вероятно, там он познакомился с Вальтером Шталекером, который в будущем стал его начальником в Риге. В июне 1939 года был переведён в отделение гестапо в Штутгарте, где стал заместителем начальника. С мая по июль 1940 года исполнял обязанности начальника отделений гестапо в Эрфурте и Веймаре. 17 сентября 1940 года стал заместителем начальника гестапо в Берлине.
С июня 1941 года состоял в штабе айнзацгруппы A. Сначала возглавлял одну из частей айнзацкоманды 2, а с декабря того же года стал командиром айнзацкоманды 2, уничтожившей 60 000 латышских и депортированных в Латвию евреев. В ноябре 1941 года участвовал в планировании и осуществлении уничтожения 24 000 евреев из Рижского гетто, которое произошло 8 и 30 ноября. 3 декабря 1941 года стал командиром полиции безопасности и СД в Латвии. Ланге лично принимал участие в массовых расстрелах на окраине Риги. Кроме того, он руководил строительством Саласпилсского концлагеря. 19 января 1942 года он приказал отобрать 70-80 молодых людей, прибывших из Терезиенштадта транспортом, для принудительных работ в Саласпилсе, расстрелять более 900 евреев, в том числе 450 трудоспособных евреев, а затем вылетел в Берлин в представительство Шталекера.
20 января 1942 года принимал участие в Ванзейской конференции в качестве опытного практика массовых убийств. После своего возвращения 30 января он руководил массовым расстрелом доставленных из Берлина, а 31 января доставленных из Вены евреев.
В феврале 1942 года последовала крупная селекция в Рижском гетто. В марте и апреле 1942 года во время акции «Дюнамюнде» примерно 4800 человек были расстреляны в Бикерниекском лесу.
С февраля по март 1943 года при проведении  карательной антипартизанской операции «Зимнее волшебство» руководил действиями подразделений полиции безопасности в составе оперативной группы бригадефюрера СС Вальтера Шредера.
С зимы 1944 года командовал в Латвии тремя мобильным командами, которые во время Sonderaktion 1005 должны были замести следы массовых убийств. С января 1945 года был начальником полиции безопасности и СД в Вартегау. Во время битвы за Позен Ланге был ранен и покончил жизнь самоубийством, чтобы не попасть в плен.

## В популярной культуре
Ланге является одним из ключевых персонажей телефильма «Ванзейская конференция» 1984 года.